# Syrrhopodon albo-vaginatus
Syrrhopodon albo-vaginatus là một loài rêu trong họ Calymperaceae. Loài này được Schwägr. mô tả khoa học đầu tiên năm 1824.